# Plesionika heterocarpus
Plesionika heterocarpus är en kräftdjursart som först beskrevs av Costa 1871.  Plesionika heterocarpus ingår i släktet Plesionika och familjen Pandalidae. Inga underarter finns listade i Catalogue of Life.